# Parodia stuemeri
Parodia stuemeri là một loài thực vật có hoa trong họ Cactaceae. Loài này được (Werderm.) Backeb. mô tả khoa học đầu tiên năm 1934.